# Arista Records
Arista Records je američka diskografska kuća, osnovana 1974. godine. Danas je Arista Records diskografska etiketa multinacionalne korporacije Sony Music Entertainment i RCA/Jive Label Group. Diskografsku kuću je osnovao Clive Davis 1974. godine, koji je radio za Columbia Records (kasnije u Sony Music Entertainment). Trenutno, je Arista glavni distributer i promotor albuma za SAD i Veliku Britaniju.

## Arista Nashville
1989. godine, Arista Records pokrenuo je Arista Nashville, koja je specijalizirana za coutry glazbenike. U 1996, Arista Nashville je pokrenuo podružnicu poznatu kao Career Records, izvođači kojih su trenutačno pod ugovorom s kućom su Brett James, Tammy Graham i Lee Roy Parnell.

## Izvođači
Neki od najpoznatijih bivših i sadašnjih izvođača Arista Recordsa među stotinama ostalih su:
| - Whitney Houston - Leona Lewis - Mika - Jennifer Hudson - Annie Lennox - Carlos Santana - Sarah McLachlan - Avril Lavigne - Ace of Base |  | - Adema - A Flock of Seagulls - Alicia Keys - Bay City Rollers - Aretha Franklin - Usher - The Kinks - The Alan Parsons Project - Manfred Mann |  | - Patti Smith - Dionne Warwick - Prince - Al Stewart - P!nk - Barry Manilow - Billy Ocean - Toni Braxton - Carly Simon |

## Vanjske poveznice
- Službena stranica Arista Recordsa